# Ghanem Soltan
Ghanem Soltan (ar. غانم سلطان; ur. 5 września 1952) – egipski piłkarz grający na pozycji pomocnika. W swojej karierze grał w reprezentacji Egiptu.

## Kariera klubowa
Całą swoją karierę Soltan spędził w klubie Zamalek SC, w którym zadebiutował w 1972 roku i w którym grał do 1981 roku. Wywalczył z nim trzy mistrzostwo Egiptu w sezonie 1977/1978 oraz zdobył trzy Puchary Egiptu w sezonach 1974/1975, 1976/1977 i 1978/1979.

## Kariera reprezentacyjna
W 1976 roku Soltan został powołany do reprezentacji Egiptu na Puchar Narodów Afryki 1976. Na tym turnieju rozegrał sześć meczów: grupowe z Gwineą (1:1), z Ugandą (2:1) i z Etiopią (1:1) oraz w fazie finałowej z Marokiem (1:2), z Gwineą (2:4) i z Nigerią (2:3). Z Egiptem zajął w nim 4. miejsce.